# Burg Reichenau (Bechhofen)
Die Burg Reichenau ist eine abgegangene Motte am Südwestrand des Gemeindeteils Reichenau der Gemeinde Bechhofen im Landkreis Ansbach in Mittelfranken in Bayern.

## Geschichte
Die Burg war der Sitz des zwischen 1218 und 1509 in der historischen Überlieferung nachgewiesenen Ministerialengeschlechts der Herren von Reichenau. 1330 saßen Arnold von Seckendorf und seine Gemahlin Elisabeth auf Burg Reichenau. Die halbe Burg wurde 1332 durch Heinrich von Reichenau u. a. an den Bischof von Eichstätt verpfändet. Heinrichs Ehefrau Adelheid war die Tochter des Weißenburger Amtmanns Schenk Ulrich von Geyern. 1344 wurde die Burg von dem Eichstätter Bischof Heinrich V. Schenk von Reicheneck erworben und abgerissen. Nach anderen Quellen soll der Abriss erst unter Bischof Friedrich IV. (1383–1415) erfolgt sein.

## Beschreibung
Die Motte ist noch gut im Gelände erkennbar, obwohl sie modern überbaut ist. Ein rechteckiges Plateau von ca. 30 × 20 m Größe erhebt sich bis zu 6 m über das Umland. Ein 15–20 m breiter Wassergraben verläuft noch im Süden und Südwesten. Im Osten befindet sich ein moderner Teich. Der Nordteil ist durch moderne Aufschüttungen überprägt. Hier befand sich die durch moderne Bebauung in ihrer Gestalt nicht mehr definierbare Vorburg. Wie die dennoch erkennbare Außenböschung des Grabens im Westen zeigt, umschloss dieser auch die Vorburg. Unter dem modernen Wohngebäude auf dem Hauptburgplateau befinden sich tiefe Kellergewölbe.